# Andrée Hermet-Souchal
Pour les articles homonymes, voir Hermet.
Andrée Hermet-Souchal, née le 19 octobre 1933, est une basketteuse française.

## Carrière sportive
Andrée Hermet découvre le basket-ball en 1947, à Rabat. Elle fait ses débuts en équipe de France de basket-ball féminin aux championnats d’Europe de Prague en mai 1956, sélectionnée par Robert Busnel.
En août 1956 elle est recrutée par l'AS Montferrand, à Clermont-Ferrand. L'équipe féminine, entraînée par Edith Tavert et forte de sept joueuses internationales, remporte le championnat de France (Nationale I) en 1958 et 1959, et la coupe de France en 1957 et en 1958. Elle est sélectionnée en équipe de France jusqu'en 1961 (34 sélections).
Andrée épouse en avril 1961 le basketteur clermontois Claude Souchal, qui décède tragiquement en octobre 1967. Ayant rejoint le Clermont Université Club (CUC), elle remporte un troisième titre de championne de France en 1970.
Elle termine sa carrière au club de Durtol, dans la banlieue de Clermont-Ferrand, comme joueuse et entraîneur-manager.

## Photos

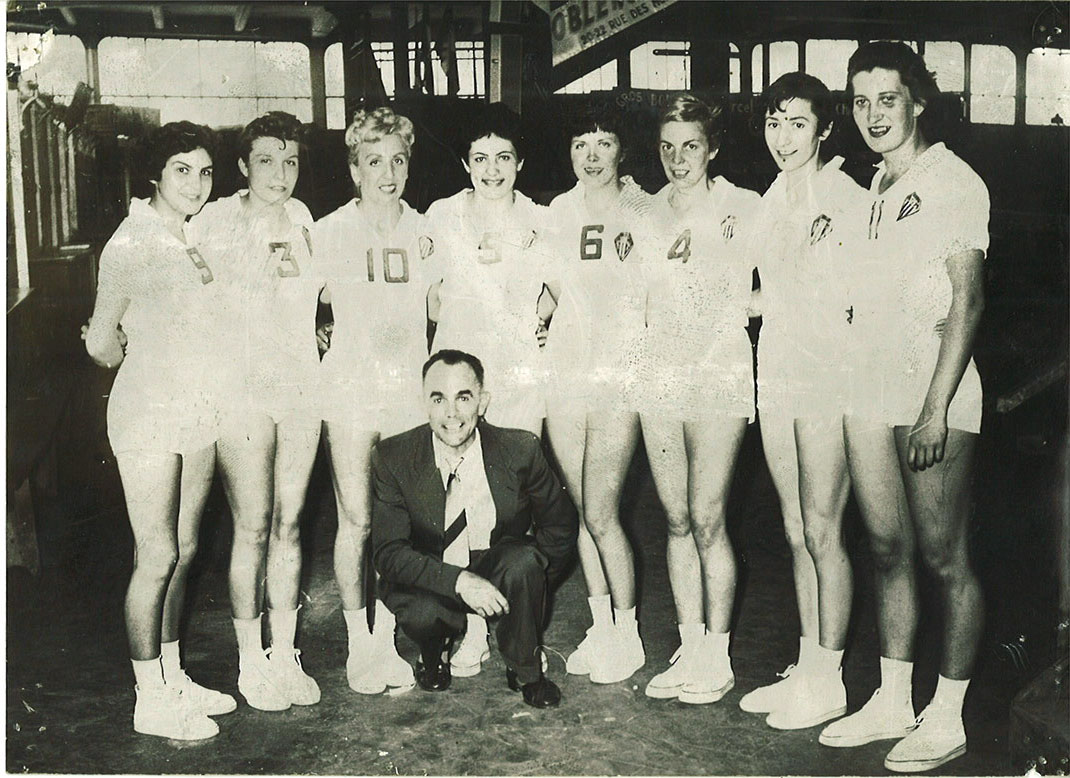
Équipe ASM 1958
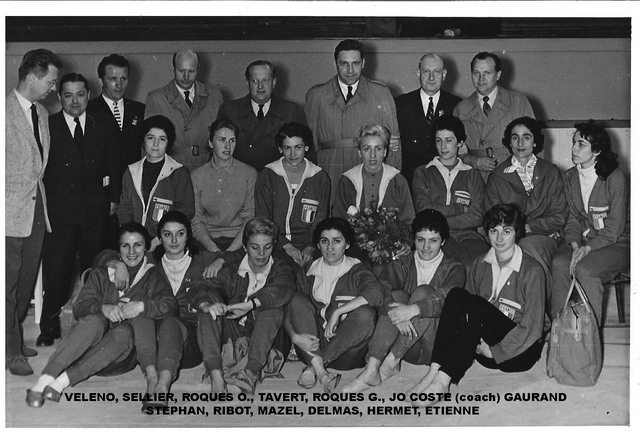
Coupe d'Europe 1957